# Utah Utes

Das Logo die Utah Utes

Die Utah Utes sind die Hochschulsportabteilung der University of Utah mit Sitz in Salt Lake City, der Hauptstadt des US-Bundesstaates Utah. Der Name leitet sich ab von den Ute, einem Volk der amerikanischen Ureinwohner, deren Siedlungsgebiet unter anderem in Utah liegt. Die Utah Utes stellen Mannschaften in sieben Herren- und zehn Damen-Sportarten und sind regional sowie landesweit insbesondere im American Football, als Runnin' Utes im Basketball der Herren sowie unter dem Namen Utah Red Rocks im Gerätturnen der Damen erfolgreich. Sie starten in der Division I, der höchsten Spielklasse der National Collegiate Athletic Association (NCAA), und gehören im American Football zur als Football Bowl Subdivision (FBS) bezeichneten ehemaligen Division I-A. Seit 2024 sind die Utah Utes Mitglied der Big 12 Conference, nachdem sie zuvor von 1962 bis 1998 der Western Athletic Conference, von 1999 bis 2010 der Mountain West Conference und von 2011 bis 2023 der Pac-12 Conference angehört hatten.

## Sportarten

### American Football

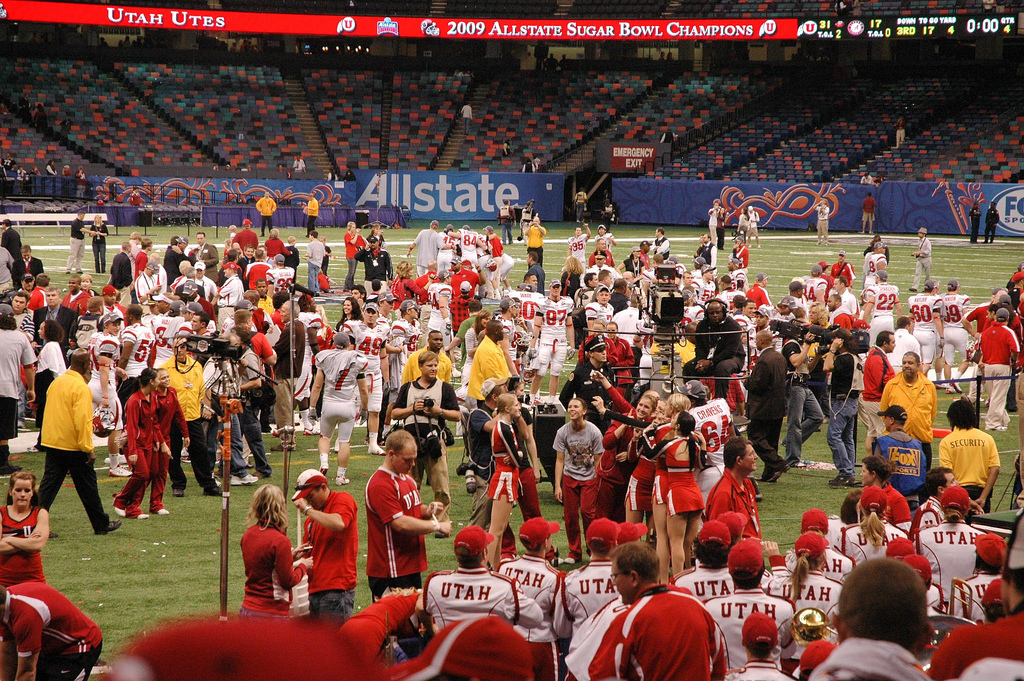
Die Football-Mannschaft der Utah Utes nach dem Sieg im Sugar Bowl 2009

Das Football-Team der Utah Utes besteht seit 1892 und trägt seine Heimspiele seit 1927 in Salt Lake City im Rice-Eccles Stadium aus, das eine Kapazität von rund 45.000 Zuschauern hat. Die Mannschaft hat bisher 24 Conference-Meisterschaften gewonnen und in der Nachsaison an 16 Bowl-Spielen teilgenommen, von denen sie zwölf gewinnen konnte. Insbesondere die Phasen unter den Trainern Ike Armstrong von 1925 bis 1949 sowie seit 1990 unter Ron McBride (1990–2002), Urban Meyer (2003–2005) und Kyle Whittingham (seit 2005) gelten dabei als Abschnitte längerfristigen Erfolges, während die Zeit von der Mitte der 1960er Jahre bis zum Ende der 1980er Jahre von Erfolglosigkeit und häufigen Trainerwechseln geprägt war. So gelang zwischen 1964 und 1992 weder der Gewinn einer Conference-Meisterschaft in der Western Athletic Conference noch die Qualifikation für ein Bowl-Spiel in der Nachsaison.
Im landesweiten Vergleich konnte sich die Mannschaft achtmal (1964, 1994, 2003, 2004, 2008, 2009, 2010, 2014) in der Top 25 der von der Presseagentur Associated Press unter Sportjournalisten (AP Poll) beziehungsweise von der Zeitung USA Today unter Trainern (Coaches Poll) durchgeführten Umfragen platzieren, darunter dreimal (1994, 2004, 2008) in beiden Umfragen jeweils unter den besten zehn Mannschaften. Die größten Erfolge der Utah Utes im American Football waren 2004 der Gewinn des Fiesta Bowl sowie 2009 der Sieg im Sugar Bowl. Mit dem Sieg im Fiesta Bowl gelang der Mannschaft, die zur damaligen Zeit noch der Mountain West Conference angehörte, als erstem Team in der Geschichte des College Football aus einer Conference ohne automatisches Startrecht des Conference-Siegers in der Bowl Championship Series (BCS) die Qualifikation für die Teilnahme an der BCS und der Sieg in einem BCS-Bowl. Durch den Gewinn des Sugar Bowl gegen das hoch favorisierte Team der Alabama Crimson Tide von der University of Alabama erreichten die Utah Utes ihre bisher beste Platzierung zum Saisonende mit einem zweiten Platz im AP Poll und einem vierten Platz im Coaches Poll.

### Basketball

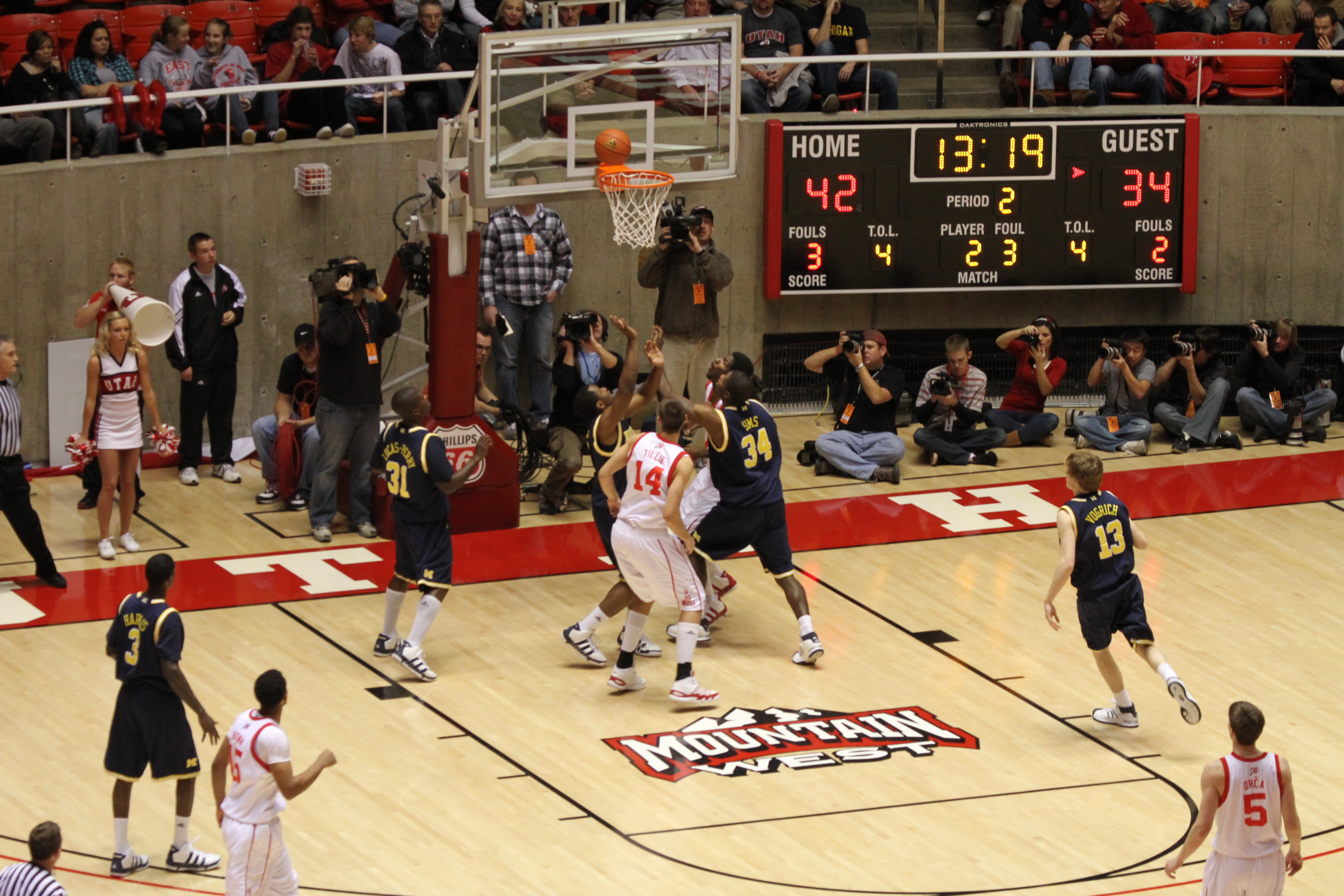
Szene aus einem Basketball-Spiel der Runnin' Utes gegen die Michigan Wolverines der University of Michigan, 2009

Im Basketball der Herren besteht seit 1908 eine Mannschaft der Utah Utes, die unter dem Namen Runnin' Utes spielt. Deren Heimspiele finden in Salt Lake City in dem 1969 eröffneten Jon M. Huntsman Center statt, in dem 15.000 Zuschauer Platz finden. Neben 36 Conference-Meisterschaften konnte das Team 1916 die nationale Meisterschaft der Amateur Athletic Union und im Jahr 1944 die nationale Meisterschaft der NCAA gewinnen. Insgesamt qualifizierte sich die Mannschaft für 27 Teilnahmen am NCAA Men’s Division I Basketball Championship, dabei gelang sechsmal (1956, 1961, 1966, 1997, 1998) der Einzug in die Runde der besten acht Teams (Elite Eight), viermal (1944, 1961, 1966, 1998) in die Runde der letzten vier Teams (Final Four) sowie zweimal (1944 und 1998) die Qualifikation für das Finale. Im Jahr 1947 gewannen die Utah Utes darüber hinaus das National Invitation Tournament, bei dem sie bei bisher zehn Teilnahmen neben dem Sieg 1947 auch 1974 das Finale sowie 1992 die Runde der letzten acht Mannschaften erreichten.
Das Team platzierte sich bisher in 20 Spielzeiten in der landesweiten Top 25. Zu den erfolgreichsten Phasen in der Geschichte der Mannschaft zählt insbesondere die Zeit von der Mitte der 1940er Jahre bis zur Mitte der 1960er Jahre, die vor allem durch das Wirken von Jack Gardner als Trainer geprägt war, unter dessen Führung die Mannschaft sieben Conference-Titel gewann und zweimal die Final Four Runde der Landesmeisterschaft erreichte. In jüngerer Zeit erreichten die Utah Utes unter Trainer Rick Majerus zwischen 1989 und 2004 elfmal die Qualifikation für die nationale Meisterschaft, zehn Conference-Meisterschaften und siebenmal einen Rang in der Top 25. Hinsichtlich der Gesamtzahl der gewonnenen Spiele in ihrer Geschichte liegen die Utah Utes auf dem elften Platz unter allen College-Basketball-Mannschaften in den USA.
Das Damen-Basketball-Team der Utah Utes existiert seit 1974 und hat einmal die Meisterschaft der Western Athletic Conference sowie siebenmal die Meisterschaft der Mountain West Conference gewonnen. Bei 16 Teilnahmen am NCAA Women’s Division I Basketball Championship gelang der Mannschaft je einmal der Einzug in die Runde der besten acht Teams (2006) und in die Runde der letzten 16 Teams (Sweet Sixteen, 2001). Darüber hinaus nahm das Team siebenmal am Women’s National Invitation Tournament (WNIT) teil und erreichte 2013 das WNIT-Finale.

### Gerätturnen

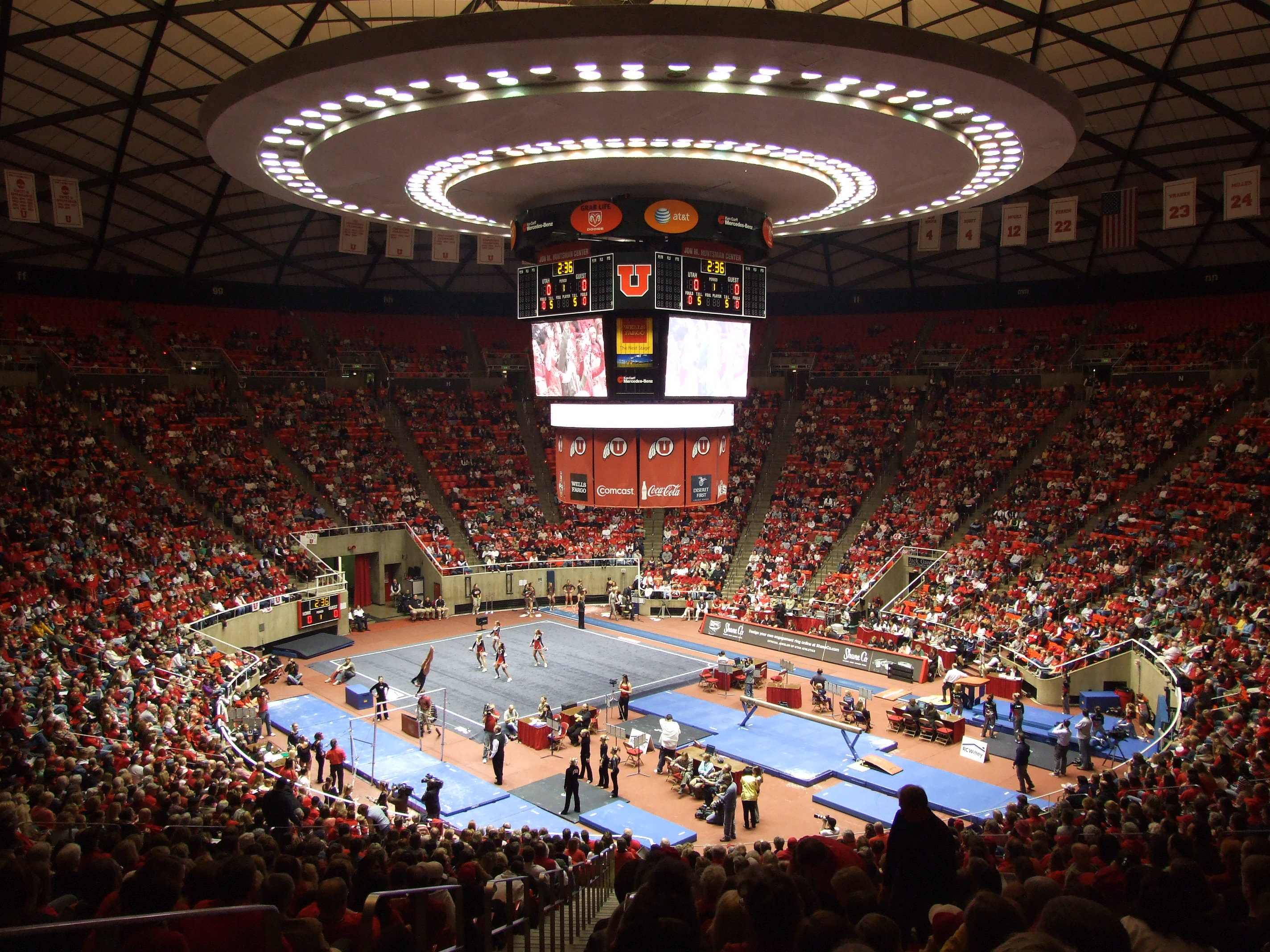
Die Utah Red Rocks bei einem Wettkampf, 2008

Das unter dem Namen Utah Red Rocks seit 1976 bestehende Team der Utah Utes im Gerätturnen der Damen trägt seine Wettkämpfe ebenfalls im Huntsman Center aus und zählt zu den erfolgreichsten Mannschaften landesweit. Es gewann bisher einmal die nationale Meisterschaft der Association for Intercollegiate Athletics for Women (AIAW) und neunmal die seit 1982 ausgetragene nationale Meisterschaft der NCAA, darunter von 1981 bis 1986 sechsmal in Folge, und belegte darüber hinaus achtmal den zweiten und viermal den dritten Platz. Außerdem erreichte das Team seit der Gründung bei 27 Regionalmeisterschaften den ersten und achtmal den zweiten Rang.
Die Utah Red Rocks sind die einzige Mannschaft im Gerätturnen, die sich durchgehend für alle nationalen Meisterschaften der NCAA qualifizieren konnte, und halten außerdem die NCAA-Rekorde für die höchste Zuschauerzahl bei einem Einzelwettkampf (16.019 Besucher beim Vergleich mit der University of Michigan am 6. März 2015) und für den höchsten Saisondurchschnitt (14.376 Besucher pro Wettkampf in der Saison 2014). Von der Gründung im Jahr 1976 bis 2015 wurde das Team von Greg Marsden trainiert, der in dieser Zeit siebenmal zum Trainer des Jahres gewählt wurde und außerdem bei den Olympischen Sommerspielen 1984 auch die Bodenturnerinnen der US-Nationalmannschaft trainierte und 1987 als Trainer der gesamten amerikanischen Damen-Nationalmannschaft fungierte. Er war der erste Turntrainer, der im Bereich der NCAA mehr als 1000 Siege erreichte.

### Weitere Mannschaften
Zu den weiteren Sportarten, in denen die Utah Utes mit Mannschaften am Hochschulsportbetrieb der NCAA teilnehmen, zählen der Skisport sowie bei den Herren neben American Football und Basketball noch Baseball, Schwimmen und Tauchen, Golf, Lacrosse und Tennis. Bei den Damen sind die Utah Utes außer im Basketball und im Gerätturnen ebenfalls im Schwimmen und Tauchen sowie im Tennis und außerdem im Crosslauf, im Fußball, im Softball, in der Leichtathletik und im Volleyball mit Teams vertreten. Überregionale Erfolge konnten dabei insbesondere im Skisport mit je einem Landesmeistertitel bei den Herren und den Damen sowie neun nationalen Meisterschaften seit Einführung der kombinierten Mannschaftswertung im Jahr 1983 erzielt werden.

## Geschichte und Traditionen

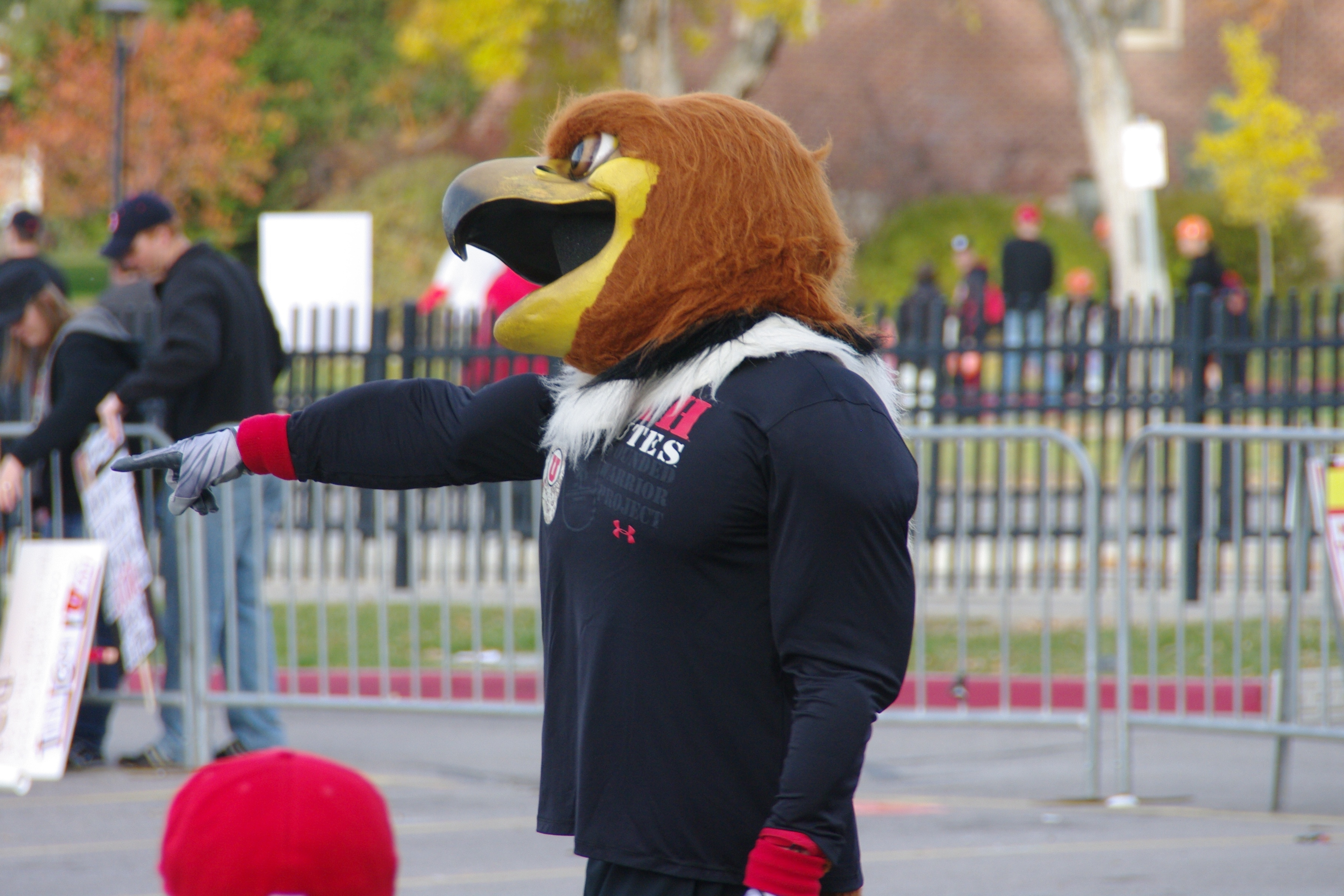
Ein Darsteller in einem Kostüm des Maskottchens Swoop, 2010

Die Utah Utes gehörten bis 1909 keiner Conference an. Von 1910 bis 1937 starteten sie in der Rocky Mountain Athletic Conference und von 1938 bis 1947 in der Big Seven Conference, die ab 1948 den Namen Skyline Conference trug. Ab dem Jahr 1962 war die University of Utah Mitglied der neu entstandenen Western Athletic Conference (WAC), aus der sie sich zusammen mit anderen Hochschulen 1999 zurückzog, um die Mountain West Conference (MWC) zu gründen. Seit der Saison 2011 treten die Utah Utes in der Pacific-12 Conference an. Das Herren-Lacrosse-Team, das in der Saison 2019 (Akademisches Jahr 2018–19) als eigenständige Division I begann, wird im Juli 2021 assoziiertes Mitglied der ASUN Conference.
Rivalitäten zu anderen Universitäten bestehen traditionell insbesondere zu den ebenfalls im Bundesstaat Utah ansässigen Hochschulen, die auch in der NCAA-Division I starten, der Utah State University (Battle of the Brothers) und der Brigham Young University (Holy War). Insbesondere die jahrzehntelange Rivalität zur Brigham Young University gilt aufgrund der räumlichen Nähe zwischen beiden Hochschulen sowie wegen der Konkurrenzsituation zwischen der University of Utah als staatlicher und der Brigham Young University als privater religiöser Universität mit Verbindungen zur Kirche Jesu Christi der Heiligen der Letzten Tage als besonders intensiv. Die bis 1918 zurückreichende Zugehörigkeit beider Mannschaften zur gleichen Conference endete allerdings 2011 mit dem Wechsel der Utah Utes zur Pacific-10 Conference und der Brigham Young University zur West Coast Conference, so dass zukünftige Spiele und Wettkämpfe zwischen den Teams beider Mannschaften als Inter-Conference-Vergleiche stattfinden werden.
Die Team-Farben der Utah Utes, die unter anderem für die Gestaltung der Sportkleidung und sonstige Ausrüstung der Mannschaften sowie für Fanartikel wie beispielsweise T-Shirts, Kappen und Fahnen Verwendung finden, sind Rot und Weiß. Das Maskottchen stellt einen Rotschwanzbussard dar und trägt den Namen Swoop. Das als Drum and Feathers (Trommel und Federn) bezeichnete Logo besteht aus dem roten Buchstaben „U“ in Blockschreibweise auf weißem Grund in einem schwarzen Kreis, an dessen linker Seite zwei weiße Vogelfedern mit roter Spitze dargestellt sind. Auch das als Block U bezeichnete einfache „U“, das Emblem der University of Utah, wird oft als Logo der Sportmannschaften verwendet. Insbesondere bei Football-Spielen ist eine Mannschaftshymne mit dem Titel „Utah Man“ populär.